# Tuinroute (district)
Tuinroute (tot 2018 Eden geheten) is een district in Zuid-Afrika.
Tuinroute ligt in de provincie West-Kaap en telt 574.265 inwoners.

## Gemeenten in het district[4]
- Bitou (Plettenberg)
- George
- Hessequa
- Kannaland
- Knysna
- Mosselbaai
- Oudtshoorn